# Хочкис М1909
Хочкис М1909, познат и као Бинет-Мерсје М1909 (фр. Hotchkiss M1909 Benét–Mercié), француски пушкомитраљез из Првог светског рата.

## Карактеристике
Пушкомитраљез Бинет-Мерсје М1909 је радио на принципу позајмице барутних гасова. Укупне масе око 12 кг, калибра 8 мм, пунио се оквиром са 24-30 метака. Теоријска брзина гађања била је око 650 метака у минуту, почетне брзине 700 м/с.